# Mecodina ethnica
Mecodina ethnica är en fjärilsart som beskrevs av Swinhoe 1890. Mecodina ethnica ingår i släktet Mecodina och familjen nattflyn. Inga underarter finns listade i Catalogue of Life.